# Prepirineus aragonesos

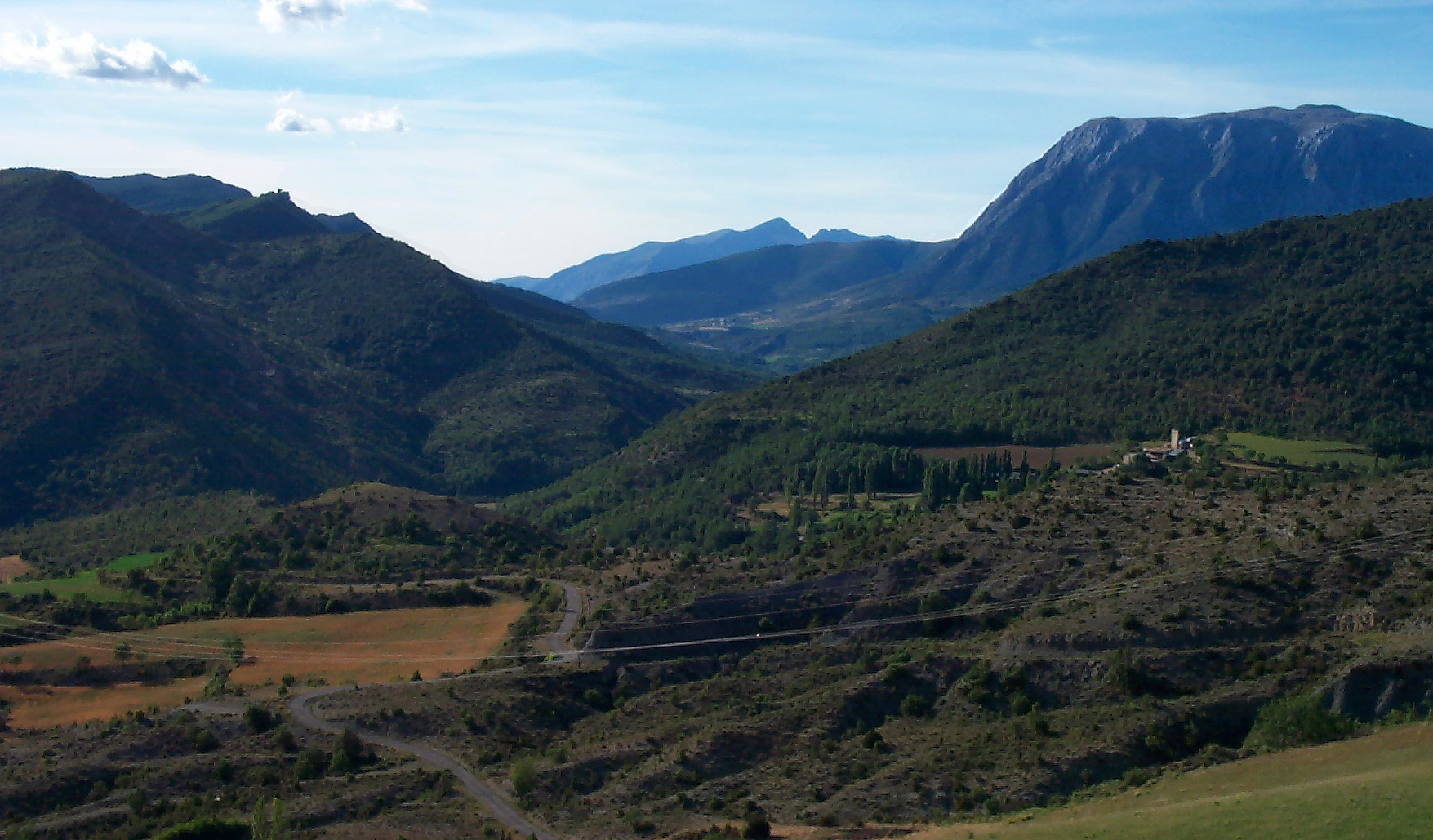
Serres prepirenaiques d'Aragó: Serra de Sis, del municipi d'Isàvena. El llogaret que es veu baix a la dreta és El Barri de Serradui. A l'esquerra la serra del Jordal. Darrere de Sis i a la dreta El Turbó. Entre El Jordal i El Turbó, La Vall de Lierp, i les terres de Vilacarle i Tor-la-ribera; i al fons el Cotiella.

Els Prepinineus aragonesos o Prepirineu aragonés, és una unitat de relleu d'Aragó. Són un conjunt de serres muntanyoses situades paral·lelament al sud i a l'espai central del Pirineu axial.

## ElsPrepirineus
Els Prepirineus septentrionals només apareixen a l'extrem nord de la Catalunya Nord. Els meridionals són un vast i complex sistema de serres i depressions, com la Canal de Berdún. A l'oest la primera serra dels prepirineus és la Serra de Leire, als límits orientals de Navarra.
A Catalunya, els Prepirineus meridionals s'estenen d'oest a est per les comarques de la Ribagorça, el Pallars Jussà, la Noguera, l'Alt Urgell, el Solsonès, el Berguedà, el Ripollès, la Garrotxa i l'Alt Empordà.
Alguns dels cims dels Prepinineus aragonesos sobrepassen els 2.600 metres d'altitud, com el Cotiella (2.912 metres), el Pic de les Bruixes (Pico de las Bruixas en Aragonés) (2.822 metres) i el Cotielleta (2.711 metres), a la serra de Cotiella.

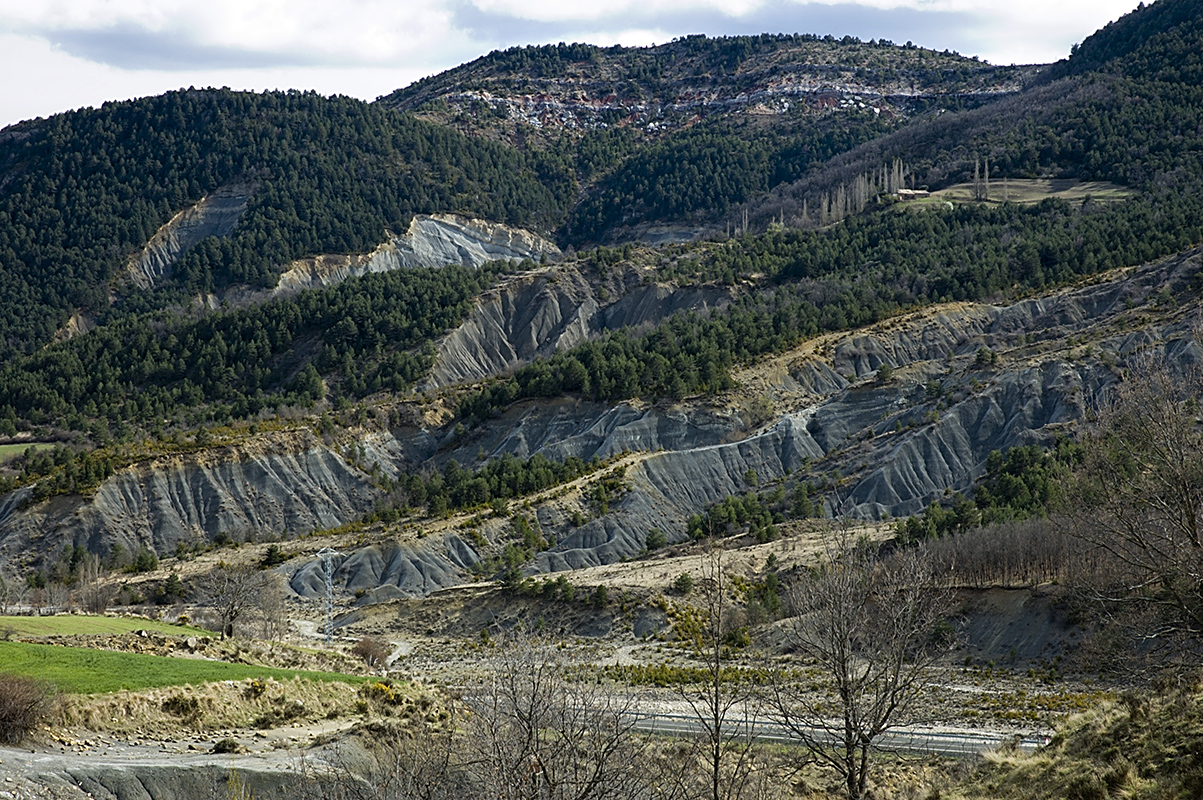
Margues a l'obaga de la Serra del Jordal, sota La Quadreta i al nord-est de la Penya de Rin de la Carrasca (Prepirineus)

## Serra del Jordal
La serra del Jordal està ubicada al nord-oest de la Pobla de Roda i del riu Isàvena, al nord de Merli, al nord-est de la Riera de Vacamorta, al sud-oest de la Riera de Vilacarle, al sud d'Espluga, Piniello i Sala, a l'oest del riu Isàvena i de la Serra de Sis; i a l'est del riu Éssera i de Serra Ferrera. L'altura màxima d'aquesta serra és de 1.553 metres al pic del Jordal que dona nom a tota la serra.

## Serra Ferrera

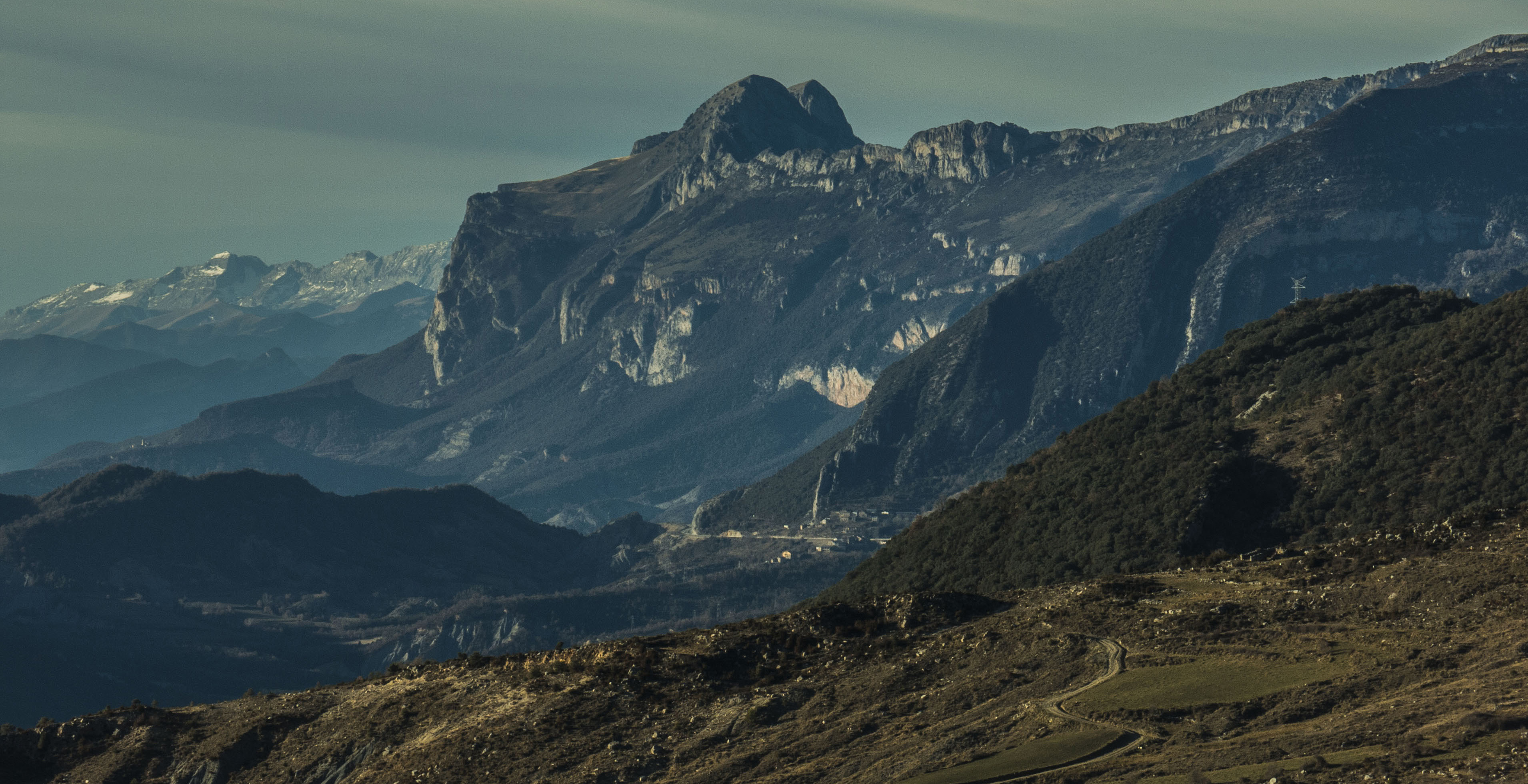
Serra Ferrera

La serra Ferrera és una serra de la Baixa Ribagorça i del Sobrarb d'Osca (Aragó), situada al sud del massís del Cotiella. S'estén des de la vall de l'Éssera fins a la vall del riu Cinca. La seua altitud d'uns 1.900 metres és prou constant en tot el seu recorregut, i culmina en la Penya Montanyesa, el seu extrem occidental. Al vessant occidental de roca sedimentària calcària, presenta una gran majestuositat pels penya-segats (Cingles), i arriba als 2.291 metres d'altitud.

## Serra de Guara

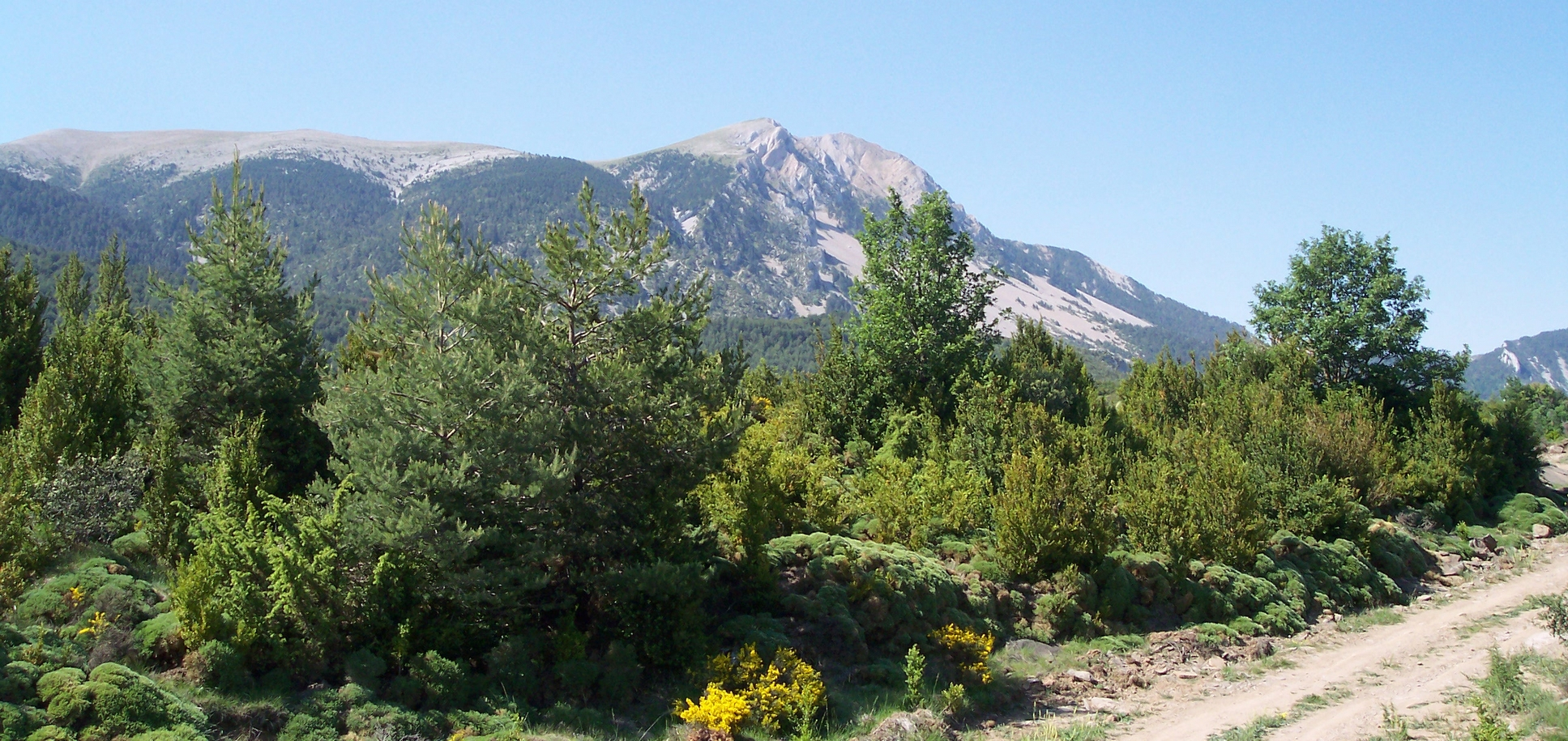
Vista del Tossal de Guara, Serra de Guara.

La Serra de Guara és un massís muntanyós del Prepirineu aragonés que s'hi troba a la província d'Osca, uns 25 quilòmetres al nord-est de la ciutat d'Osca. El seu punt més alt és el Tossal de Guara amb 2.077 metres d'altitud. El massís està format principalment per pedra calcària del Paleogen i, a la seua vora sud, per un estrat superior bast de gres o pedra sorrenca del Miocè i que té naturalesa majoritàriament de conglomerat. S'estén entre les conques dels rius Guatizalema i Alcanadre a les comarques d'Alt Gàllego, Foia d'Osca i Sobrarb. Una gran part del massís està ara inclosa en el Parc Natural de la Serra i de les Gorges de Guara, que té una extensió 43 km d'oest a est i 25 km de nord a sud.

## El Turbó

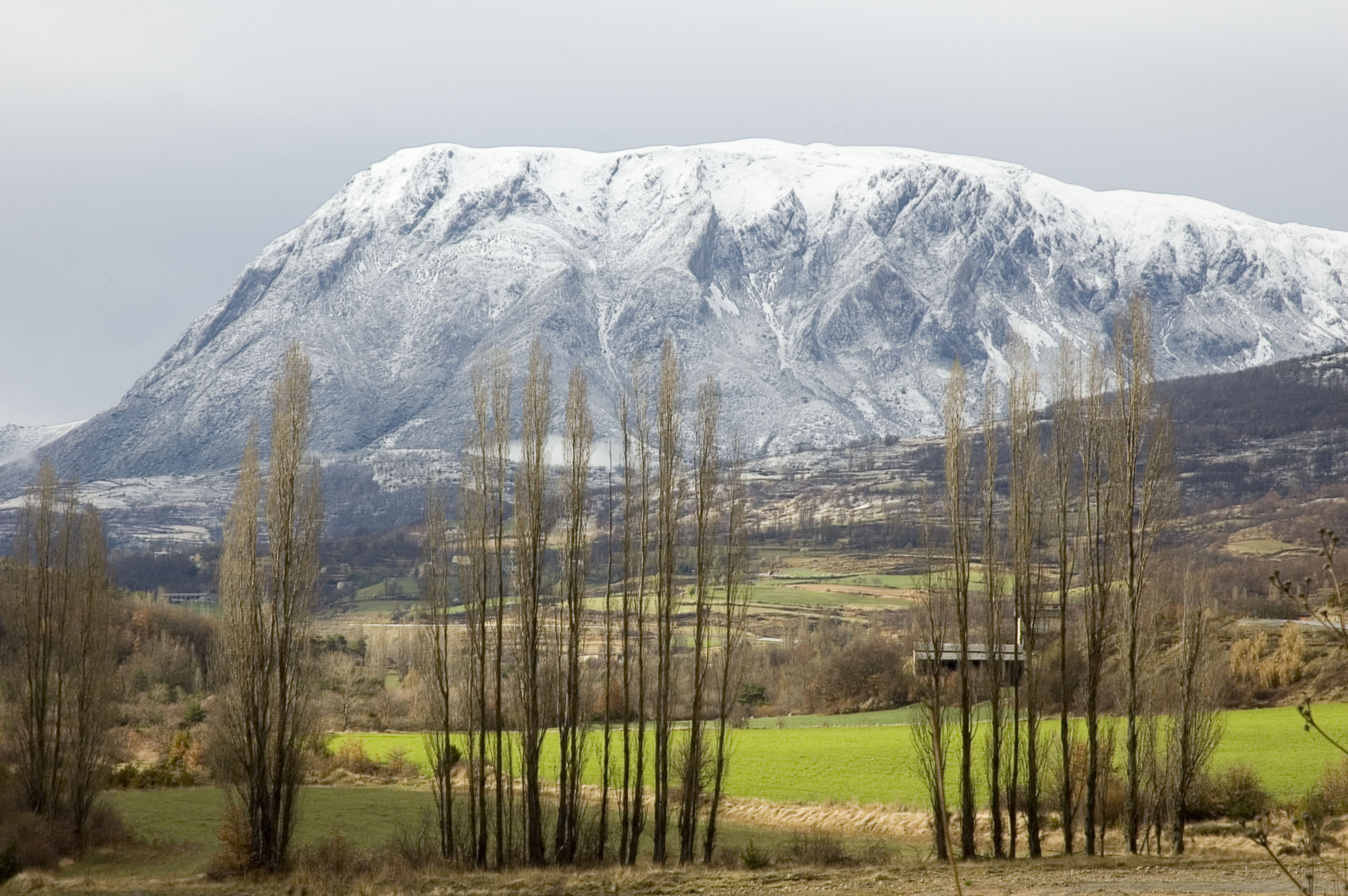
El Turbó

El Turbó és un massís a la comarca de la Ribagorça, que té el seu cim a 2.492 metres. Està format per un gran anticlinal fallat en el seu flanc est i modelat fonamentalment en margues i potents bancs calcaris d'edat cretàcica, que donen escarpes verticals de més de 500 metres. La seva flora, amb abundants endemismes, és de gran interès geobotànic.

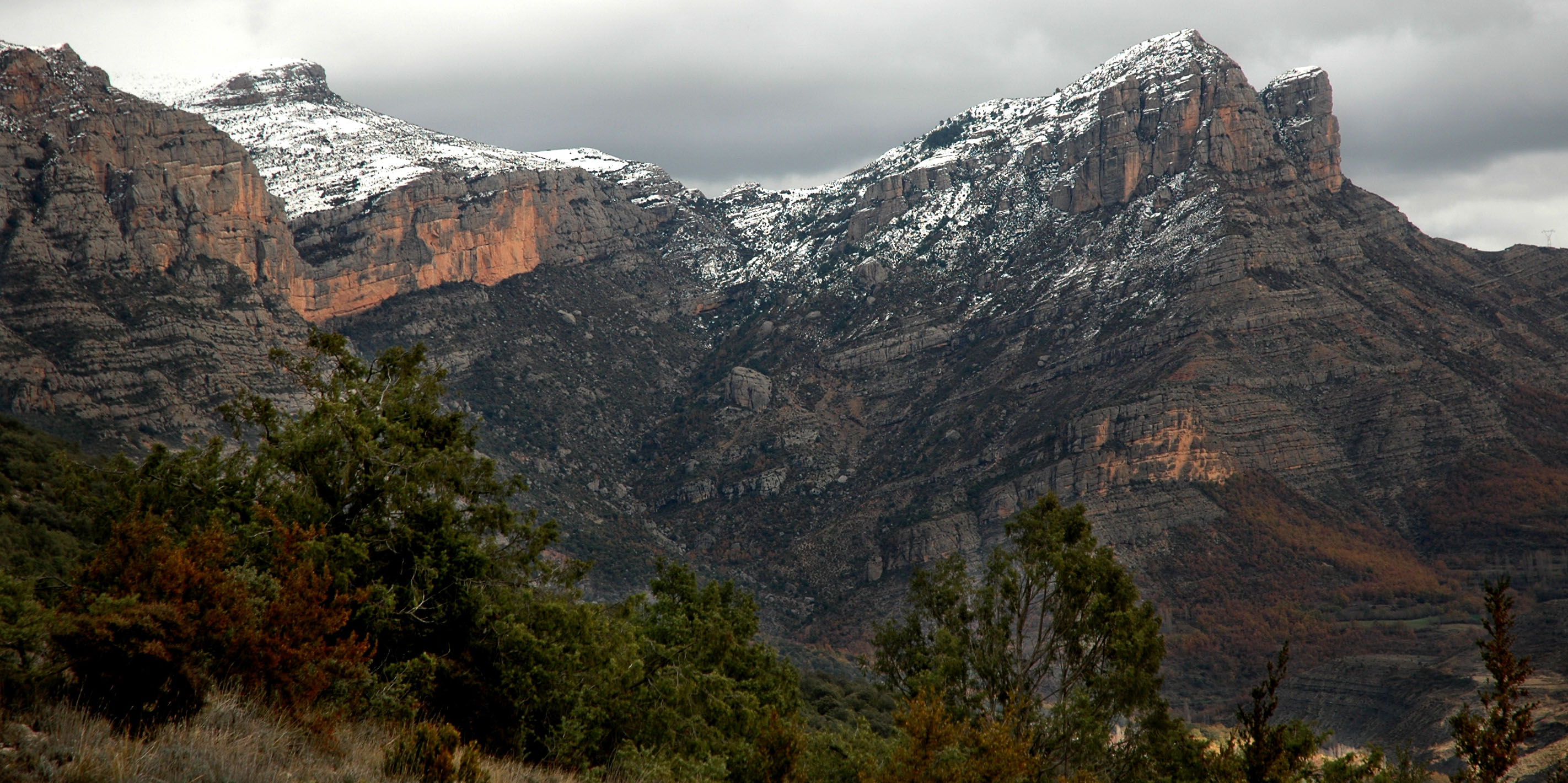
Serra de Sis (Prepirineus)

## Serra de Sis
Aquesta serra s'estén a l'est de la conca del riu Isàvena, entre aquest riu i la Noguera Ribagorçana a la comarca de la Ribagorça. Al nord la serra està limitada per la vall de Castanesa, i al sud pels contraforts de la serra de Berganui.
Té una superfície de 80 quilòmetres quadrats.
A la serra de Sis, hi ha boscos de pi i roure i és de perfil generalment arrodonit, tot i que hi ha cingles i precipicis en algunes zones.
El cim més alt n'és el Amariedo (o Amorriador) amb 1.791 metres, seguit del Puialto de 1.782 metres, on hi ha una torre de vigilància forestal i un vèrtex geodèsic.
Altres cims elevats de la serra de Sis de nord a sud són: la Creu de Bonansa (1.765 m), els Cavallets (1.706 m), el tossal del Cis (1.759 m) i la roca Cirera (1.757 m).
A la zona situada entre el Turbó i la serra de Sis, el riu Isàvena ha entallat un profund i estret congost anomenat congost d'Obarra o també congost de Croqueta, a causa de la Croqueta, un penyal elevat sobre el congost.

### Llocs d'interès
El Coll de Vent amb 1.301 metres limita pel sud de la serra del Cis el terme d'Isàvena amb Areny de Noguera, a la Baixa Ribagorça.

## Cotiella

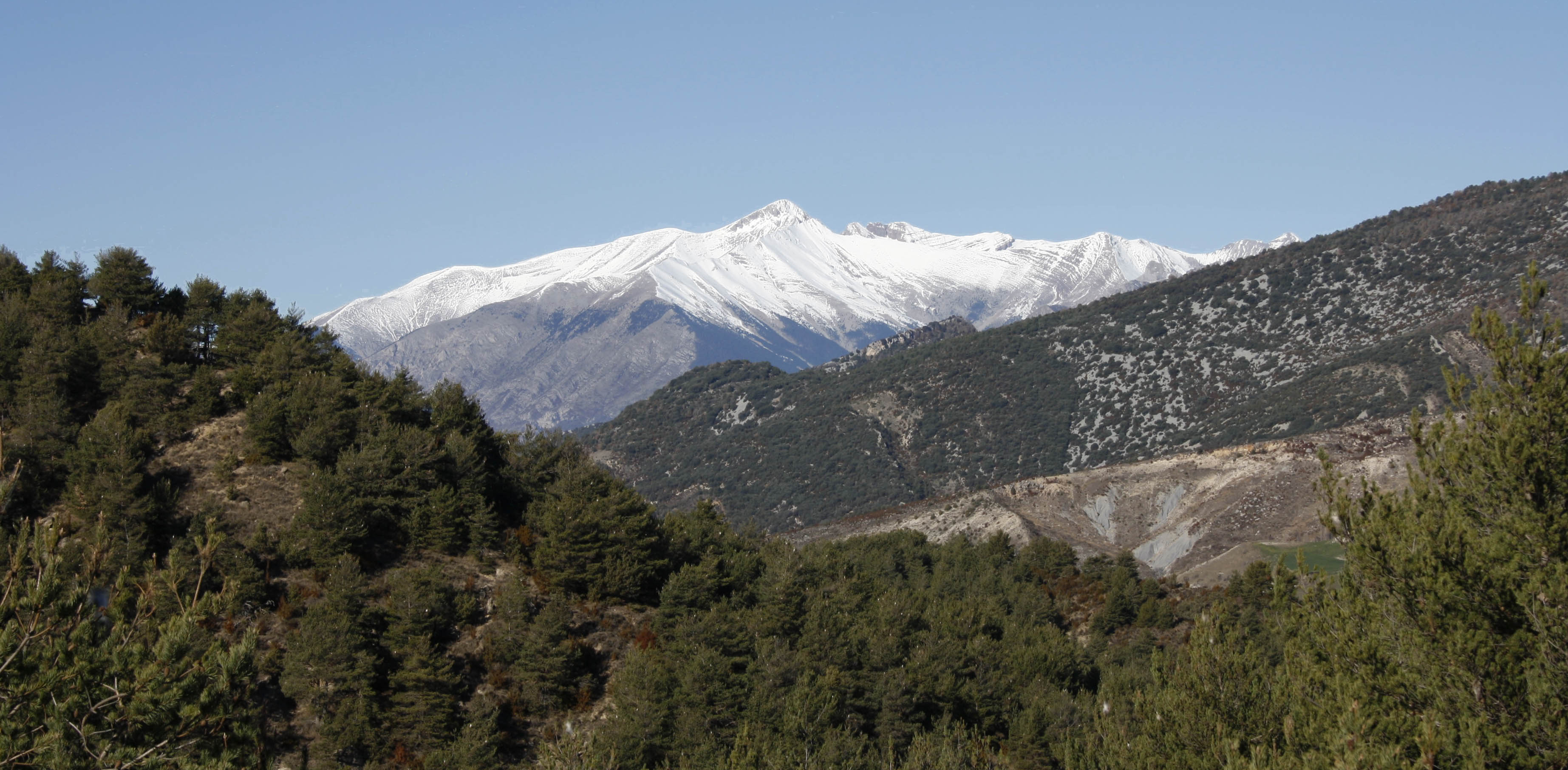
El Cotiella vist des de la Serra del Jordal

Cotiella és el nom d'un massís del Prepirineu i alhora del seu cim més alt, de 2,912 m d'altitud. Un dels llocs d'interès 
d'aquest massís és el Circ glaciar d'Armenya. Té múltiples cingles i escarpaments.
El Cotiella junt al Jordal, el Turbó, la Serra de Xia, Baciero i Cerbín forma part dels massissos cretacis i d'un important modelatge Càrstic.

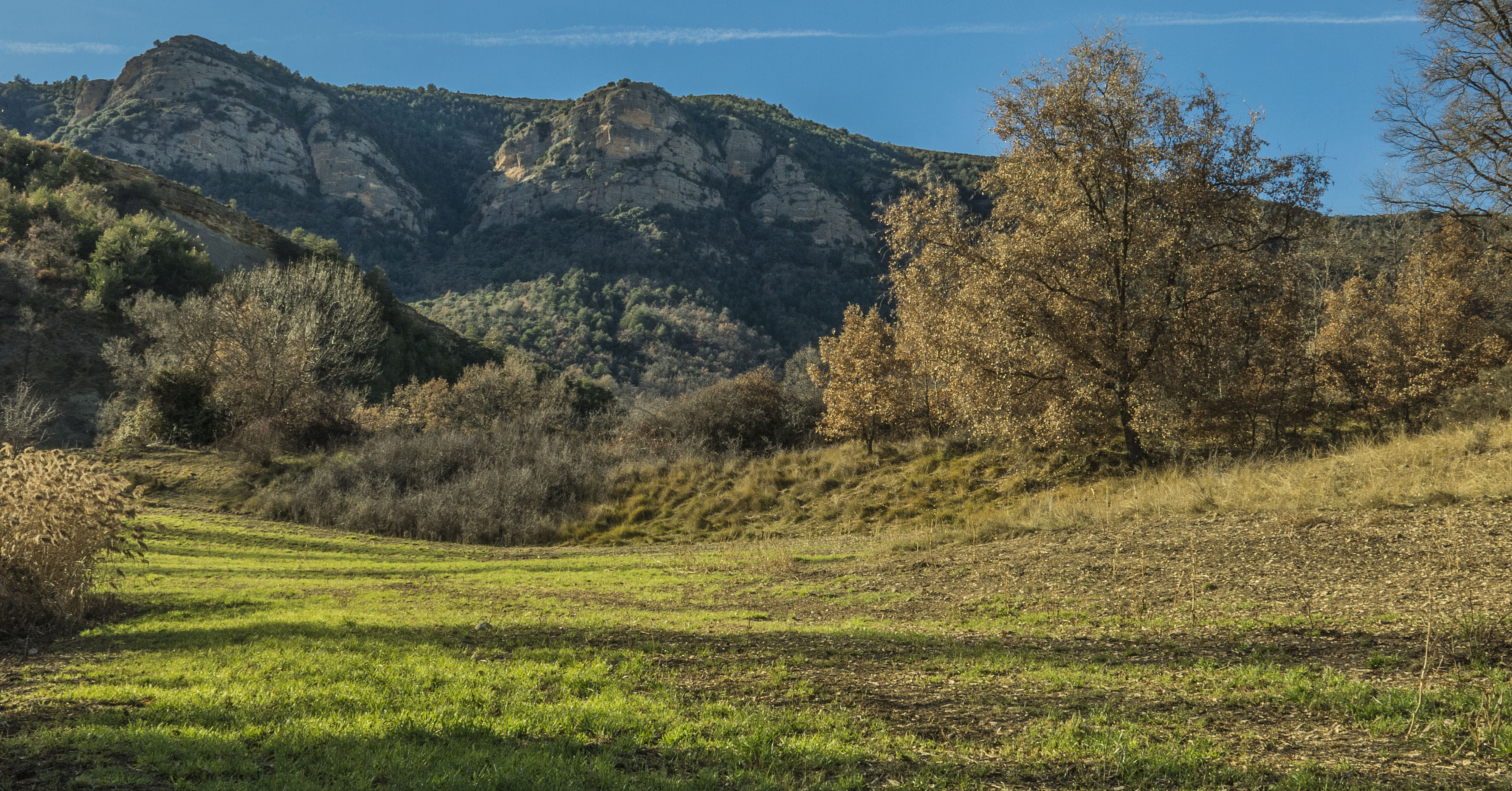
Conreu a la serra d'Esdolomada

## Serra d'Esdolomada
La serra d'Esdolomada està a la Baixa Ribagorça de l'Aragó i aplega als 1.420 metres.
Predominen els materials terciaris conglomeràtics, de còdols i blocs enormes, i de ciment calcari dipositats sobre els estrats de gres i argila, característics de les serres del flysch Eocè. Coincidint amb el Barranc del Congustro, a la part meridional, els vessants estan cimentats per glacis d'acumulació (Raiguer) del Plistocè, sisè període del Cenozoic i el tercer període del Neogen, i foradats per barrancs d'incisió lineal.
La serra està disposada en direcció NW-SE i les altures màximes oscil·len entre els 1.420 de la Serra d'Esdolomada i els 1.401 del Morrón de Güel (o Güell).
Des del poble d'Esdolomada podem anar a Güel pel camí de l'ermita passant pel Tossal de les Piles, dalt de la serra.

## Serra del castell de Llaguarres

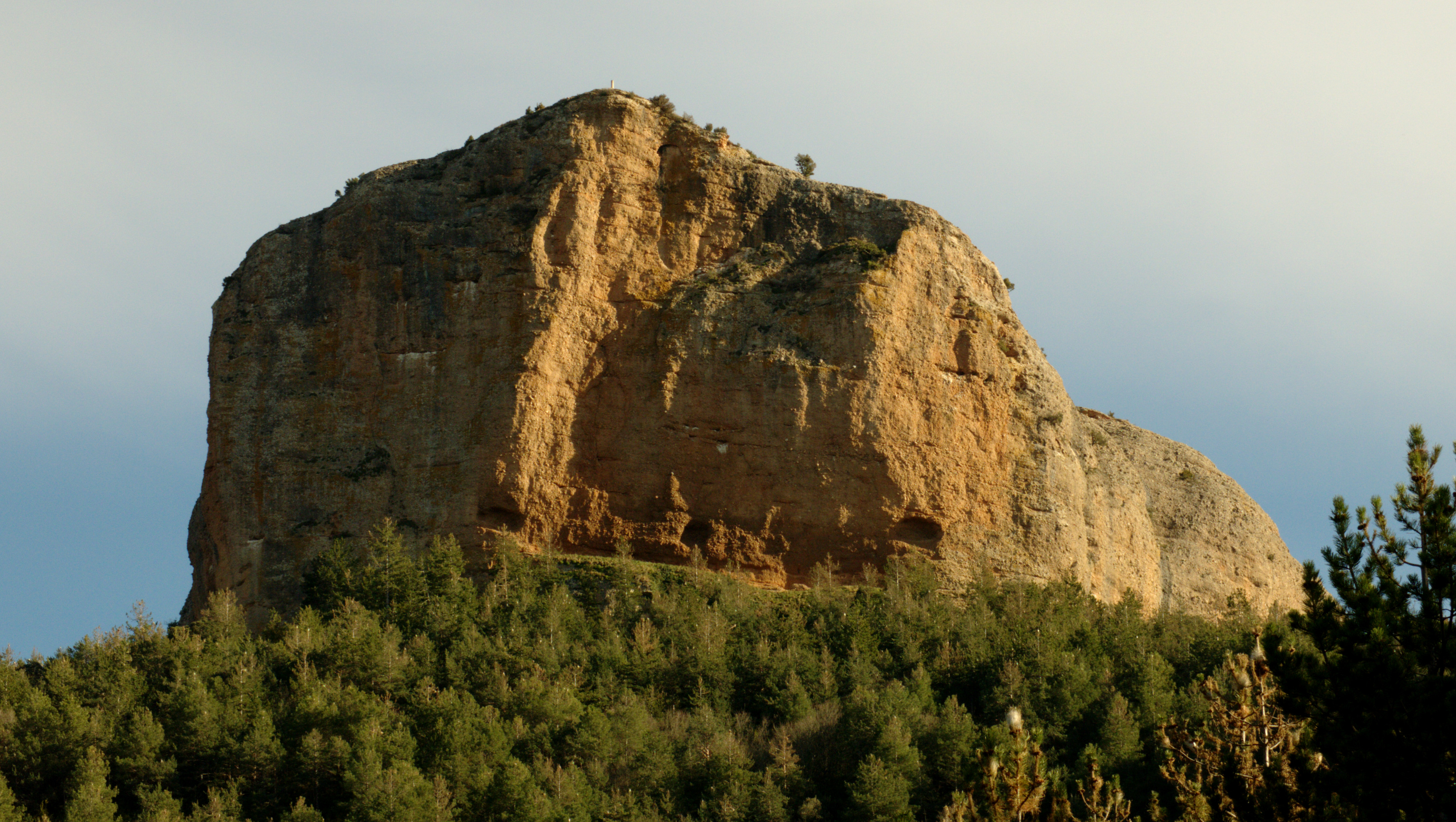
Serra del castell de Llaguarres

Aquesta serra forma part d'una de les darreres alineacions dels Prepirineus. Va en direcció W-E, des de Graus a la serra de l'Ametllera, des d'on segueix fins al Montsec d'Estall. Al cim hi havia l'important castell de Llaguarres.

## Montsec d'Estall
El Montsec d'Estall es troba a l'oest de la Serra del Montsec. És més petit i menys alt que el Montsec d'Ares o que el Montsec de Rúbies. Pertany a la comarca aragonesa de la Baixa Ribagorça.

## Mallos de Riglos

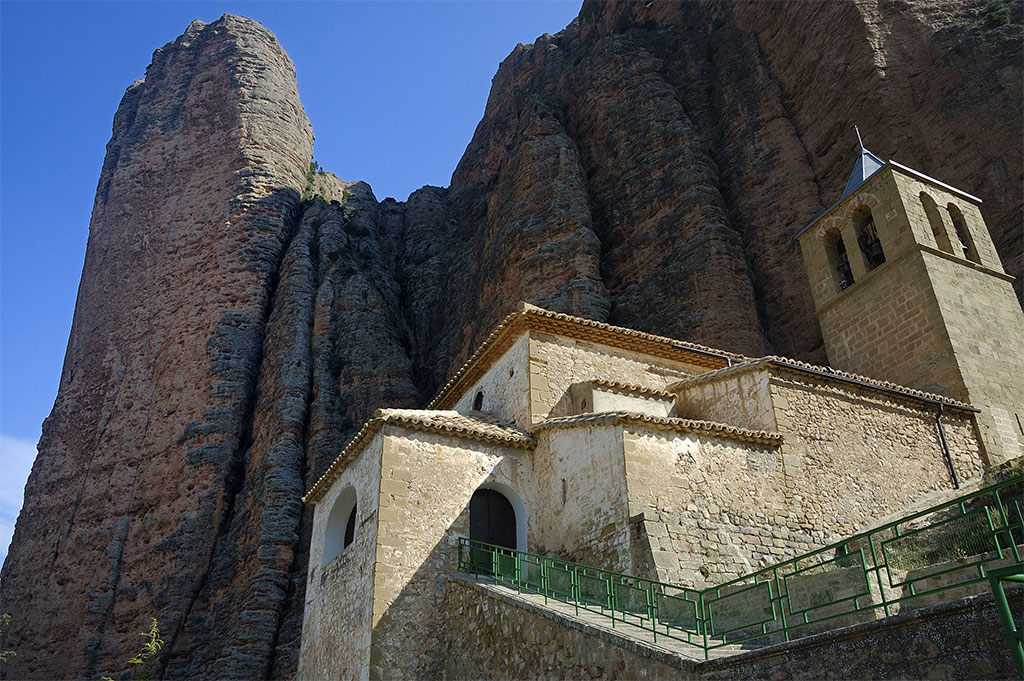
Mallos de Riglos

Els Mallos de Riglos estan situats al terme municipal de Las Peñas de Riglos, a la comarca de la Foia d'Osca. Es tracta d'un conjunt de cingles i penyals rocallosos. Aquests darrers tenen formes molt característiques i originals.
El riu Gàllego encaixat entre les serralades pirinenques després dels Mallos de Riglos penetra al Somontano.
Els Mallos de Riglos constitueixen un veritable front de muntanya com els relleus montserratins dels conglomerats deltaics abundants a Catalunya.

## Altres serralades del Prepirineu aragonés
- Serra de les Ares[23]
- Serra de Loarre
- Serra de Javierre[24]
- Serra Caballera[25]
- Serra de la Corrodella (La Carrodilla, en castellà).[26]

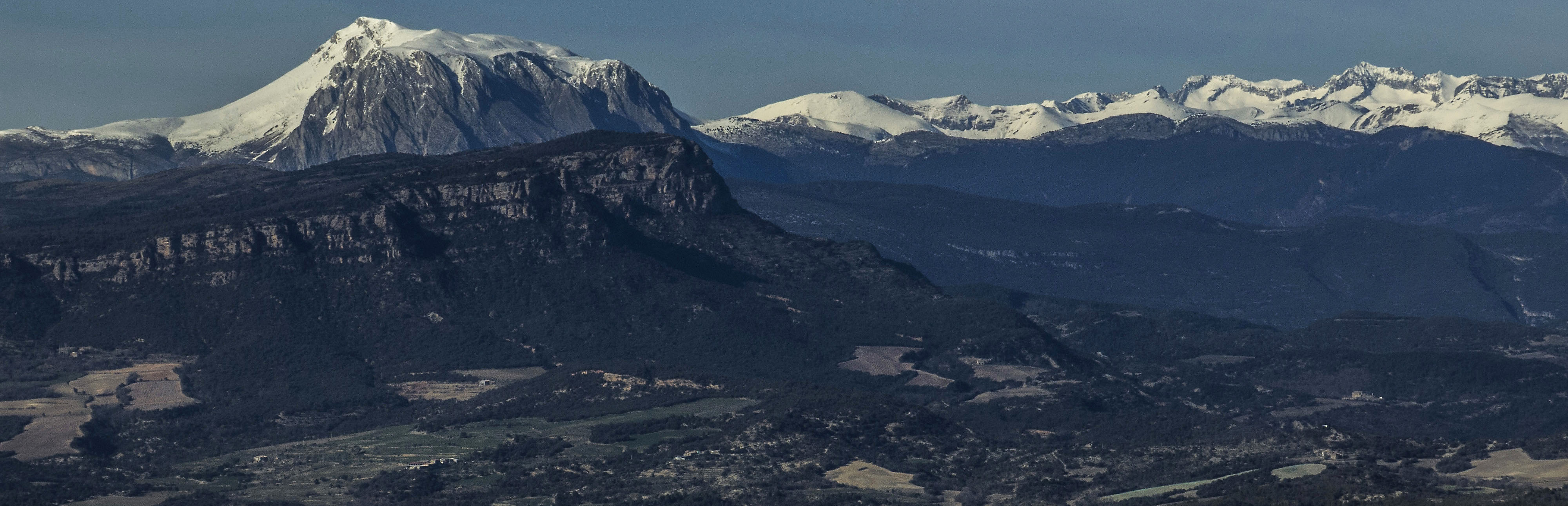
Vista panoràmica del Prepirineu i el Pirineu aragonés a la Baixa Ribagorça

- Serra de la Mellera[17]
- Serra de Palleroa[27]
- Serra de Sant Marc[28]
- serra de Savinón[29]

.